# Серый артам
Серый артам (лат. Artamus fuscus) — вид птиц из семейства ласточковых сорокопутов. Подвидов не выделяют.
Вид распространён в Южной и Юго-Восточной Азии. Обычный в Бангладеш, Индии, Непале, Шри-Ланке, Таиланде, Мьянме, Лаосе, Малайзии и Китае. Отсутствует в очень засушливых регионах западной Индии. Зарегистрирован на Мальдивах.
Тело длиной 16—19 см, весом 27—42 г. Это птицы с крепкой внешностью, со сплющенной головой, коротким коническим клювом, длинными заострёнными крыльями с очень широким основанием и коротким прямым хвостом, а также достаточно короткими ногами. Голова и спина пепельно-серые. Крылья и хвост голубовато-серые. Нижняя часть тела светло-серая. Ноги серо-черноватые, глаза тёмно-коричневые, а клюв синевато-серый. Самцы и самки внешне неотличимы.
Живёт под пологом леса. Держится небольшими стаями. Питается насекомыми, преимущественно летающими. Иногда поедает нектар цветов. Период размножения длится с февраля по июль. Образует моногамные пары. Чашеобразное гнездо строит на деревьях. В кладке 2—3 зеленоватых яйца. Инкубация длится две с половиной недели. Через три недели после вылупления птенцы покидают гнездо.